# Klaas Bruinsma (drugsbaron)
Klaas Bruinsma (Amsterdam, 6 oktober 1953 – aldaar, 27 juni 1991) was een Nederlands drugsbaron die beschouwd wordt als de 'vader' van de Nederlandse drugshandel. Hij had als bijnamen De Lange (wegens zijn lengte) en De Dominee. Die laatste bijnaam had hij te danken aan zijn zwarte kleding en zijn gewoonte anderen de les te lezen.

## Leven
Bruinsma werd geboren in de Amsterdamse Holbeinstraat als tweede kind van Anton Bruinsma en de Britse Gwen Kelly, die in de jaren negentig in Australië woonde. Hij heeft in Amsterdam Oud-Zuid op de kleuterschool "de Blauwe Reiger" gezeten en daarna op de Spartaschool, eveneens in Oud-Zuid. Vanaf 1964 groeide hij verder op in Blaricum. Hij werd opgevoed door Fokje, de huishoudster van zijn vader, nadat zijn moeder eind jaren vijftig, toen Klaas zeven jaar oud was, na een scheiding naar Groot-Brittannië was verhuisd. Bruinsma's vader was oprichter en directeur van de frisdrankfabriek Raak; hij liet zijn vier kinderen op zondag de flesdoppen schoonmaken. Hij was het tegenovergestelde van een liefdevolle echtgenoot en vader. Bruinsma heeft later tijdens psychiatrisch onderzoek op verzoek van justitie verklaard dat de aanpak van zijn vader ervoor zorgde dat hij hem "koste wat kost wilde overtreffen - in rijkdom, in macht, in status".
Tijdens zijn middelbareschooltijd begon Bruinsma hasj te gebruiken en later ook zelf te verkopen. Op zijn zestiende werd hij voor het eerst aangehouden (1970); hij kwam daar toen nog met een waarschuwing vanaf. Later werd hij van school gestuurd en in 1974 besloot hij fulltime in de drugshandel te gaan werken. De verkoop liep via Thea Moear, die later zijn zakenpartner werd.
Bruinsma werd in 1976 veroordeeld en veranderde na zijn vrijlating in de loop van 1977 zijn identiteit in Frans van Arkel, bijgenaamd Lange Frans. Met Moear zette hij een criminele organisatie op. In 1978 trad Etienne Urka toe. De kickbokser André Brilleman werd Bruinsma's lijfwacht.
Eind 1979 werd Bruinsma veroordeeld wegens het organiseren van een groot hasjtransport uit Pakistan. Na zijn vrijlating breidde hij zijn organisatie flink uit. Hij leverde toen  aan Duitsland, België, Frankrijk en Scandinavië. In 1983 raakte hij verwikkeld in een vuurgevecht na een ruzie over gestolen voorraden hasj. Hij schoot enkele tegenstanders neer en werd zelf ook neergeschoten. In 1984 volgde een veroordeling tot vijf jaar gevangenisstraf; in hoger beroep werd dit drie jaar. Zijn vader kwam hem opzoeken in de gevangenis en stierf enkele maanden later aan kanker.
Na zijn vrijlating nam Bruinsma zijn intrek in hotels. Zijn criminele organisatie werd gereorganiseerd; Urka nam de plaats in van Moear, Roy Adkins kwam aan het hoofd van de drugsdivisie, en er kwam een divisie gokautomaten, geleid door Sam Klepper en John Mieremet.
Op 2 februari 1982 kregen twee handlangers van Bruinsma, André Brilleman en de Joegoslaaf Alexander Marianovic opdracht Hugo Ferrol te liquideren. Dat mislukte. In juli 1982 werd Marianovic in opdracht van Bruinsma geliquideerd omdat Marianovic en Brilleman Bruinsma voor drie ton hadden opgelicht bij een tweede poging Ferrol uit de weg te ruimen. Marianovic en Brilleman hadden Ferrol vooraf ingelicht en ze zetten een liquidatie in scène waarna ze Bruinsma polaroid-foto's lieten zien van een met ketchup overgoten Ferrol. Het lichaam van Brilleman werd later gevonden in een vat met cement dat in de rivier de Waal was gegooid.
Eind jaren tachtig was Bruinsma de grootste drugshandelaar van Europa. Zijn organisatie zette miljoenen guldens per dag om. Bruinsma had plannen zich terug te trekken uit het criminele milieu, maar hij wilde nog één grote slag slaan. 45.000 kilo zwarte Pakistaanse hasj met een straatwaarde van ruim 400 miljoen gulden werd geïmporteerd. In de kringen rond Bruinsma werd dit ook wel 'de grote berg' genoemd. Op 24 februari 1990 werd in Leusden de partij ontdekt door het regionale politieteam Dordrecht. Volgens lijfwacht Geurt Roos was het geen wonder dat de partij ontdekt was: "(..) D'r was zo gruwelijk veel over geluld dat zo ongeveer half Nederland wist dat er iets aan zat te komen en dus de politie ook."
Sindsdien ging het bergafwaarts. Bruinsma begon zelf steeds meer cocaïne te gebruiken en maakte plannen om Nederlandse criminelen af te persen. Hij had vaak last van woedeaanvallen en kreeg psychische problemen. De leiding van zijn organisatie werd overgenomen door Etienne Urka.

## Overlijden
In de nacht van 26 op 27 juni 1991 kwam het voor het Amsterdamse Hilton hotel tot een woordenwisseling met Martin Hoogland, een ex-politieman die voor de Joegoslavische maffia was gaan werken. Om vier uur 's ochtends werd Bruinsma voor het hotel doodgeschoten door Hoogland, die hem met vier kogels in borst en voorhoofd trof. Of het hierbij om een door het cocaïnegebruik van beiden uit de hand gelopen ruzie ging, of om een liquidatie in opdracht van Bruinsma's concurrent Johan Verhoek (De Hakkelaar), is nooit opgehelderd. Op 18 maart 2004 werd Hoogland zelf ook op straat doodgeschoten. Hoogland heeft de moord op Bruinsma altijd ontkend en werd voornamelijk veroordeeld op basis van een verklaring van kroongetuige Steve Brown. Volgens misdaadjournalist Bas van Hout zou Bruinsma echter zijn doodgeschoten door Branco Marianovic, die zou hebben gehandeld uit wraak, omdat Bruinsma zijn broer Alexander Marianovic had vermoord.

## Recreatie
Bruinsma was, evenals zijn vader, een fervent zeiler. Zijn voorkeur ging uit naar schepen met een historische waarde waarvan hij er twee in bezit had: de voormalige motorreddingboot van IJmuiden Neeltje Jacoba (1929) en de motorstrandreddingboot Abraham Fock (1936), welke o.a. gestationeerd was op Ameland-Hollum. Een derde boot in bezit van Bruinsma was de Amsterdamed. Dat was een 12 meter one-tonner waarmee Bruinsma deelnam aan prestigieuze zeilwedstrijden zoals Admiral's Cup en de One Ton Cup.

## Na zijn dood
Na Bruinsma's dood werd door de belastingdienst beslag gelegd op de Neeltje Jacoba en deze boot is thans (2011) in particulier bezit. Destijds kocht Bruinsma de boot voor 300.000 gulden.
De locatie van de Amsterdamed is onzeker. De schepen van Bruinsma werden ondergebracht in stichtingen waar Bruinsma in het bestuur zat. Zodoende kon hij gebruikmaken van de boten zonder zijn naam eraan te verbinden, dit vanwege de continue dreiging van mogelijke beslaglegging door de fiscus. Na de dood van Bruinsma mislukte een dergelijke handelwijze bij de Neeltje Jacoba. De Amsterdamed werd eerder door de stichting en Bruinsma zelf doorverkocht.
Bruinsma had een deel van zijn bezit ondergebracht in stichtingen. Er was geen testament. De broers en zuster van Bruinsma zagen af van de erfenis; zijn moeder accepteerde de erfenis onder het voorrecht van boedelbeschrijving.

### Biografische uitgave
In 1992 verscheen bij uitgeverij L.J. Veen een biografie geschreven door de Parool-journalist Bart Middelburg, onder de titel De Dominee. Opkomst en ondergang van maffiabaas Klaas Bruinsma. ISBN 9789025404345

### Mabel Wisse Smit
Op 2 oktober 2003 ontstond beroering in Nederland, toen in een televisieprogramma van de misdaadjournalist Peter R. de Vries een voormalige lijfwacht van Bruinsma, Charlie da Silva, aan het woord kwam. Mabel Wisse Smit, die op 24 april 2004 trouwde met prins Johan Friso, zou in 1989 en 1990 een relatie met Bruinsma hebben gehad. Wisse Smit liet voor de uitzending een ontkennende verklaring uitgaan via de Rijksvoorlichtingsdienst, maar gaf impliciet toe dat zij met Bruinsma veel langer bevriend was geweest dan zij eerder had beweerd. Dit leidde er, door toedoen van toenmalig minister-president Jan-Peter Balkenende, toe dat zij en haar verloofde afzagen van het laten indienen door de regering van een toestemmingswet. Hierdoor zag haar partner af van de rechten op troonopvolging voor hemzelf en hun eventuele kinderen.

### Media
Op 2 september 2004 ging een film over Klaas Bruinsma getiteld De dominee in première. Deze film is echter geen biografische beschrijving van het leven van Klaas Bruinsma. Mabel Wisse Smit komt in deze film niet voor.
In de film De Prins en het Meisje over de aanloop naar het huwelijk tussen Friso en Mabel wordt geïnsinueerd dat Wisse Smit zowel het bed als cocaïne met Bruinsma gedeeld had, wat overeenkomt met de gebruikersperiode van Bruinsma waarin Wisse Smit met hem omging.
In 2005 verscheen van de Volkskrant-journalist Peter de Greef een bundel rechtbankartikelen. Hij koos voor de titel De losgeslagen zoon van Klaas Bruinsma hoewel de artikelen niets met Bruinsma te maken hebben.
De Netflix-serie Drug Lords had een aflevering over Klaas Bruinsma in hun tweede seizoen, gepubliceerd op 10 juli 2018.